# Болотовка (Бурынский район)
Болотовка (укр. Болотівка) — село,
Бижевский сельский совет,
Бурынский район,
Сумская область,
Украина.
Код КОАТУУ — 5920980802. Население по переписи 2001 года составляло 131 человек.

## Географическое положение
Село Болотовка находится на правом берегу реки Терн,
выше по течению на расстоянии в 3 км расположено село Снежки,
ниже по течению на расстоянии в 1 км расположено село Нотариусовка,
на противоположном берегу — сёла Вознесенка и Верхняя Сагаревка.
По селу протекает пересыхающий речей с запрудами.
Рядом проходят автомобильные дороги Т-2504 и Т-1916.